# Galerucella marginipennis
Galerucella marginipennis là một loài bọ cánh cứng trong họ Chrysomelidae. Loài này được jacoby miêu tả khoa học năm 1894.